# دخيل (مدينة)
دخيل هي مدينة في جيبوتي تقع جنوب البلاد وهي عاصمة إقليم دخيل ويبلغ عدد سكانها 12000 نسمة وقد زارها الرحالة البريطاني ويلفريد ثيسيجر عام 1934.

## المناخ
يظهر الجدول التالي التغييرات المناخية على مدار السنة لدخيل:
| البيانات المناخية لـدخيل                 | البيانات المناخية لـدخيل | البيانات المناخية لـدخيل | البيانات المناخية لـدخيل | البيانات المناخية لـدخيل | البيانات المناخية لـدخيل | البيانات المناخية لـدخيل | البيانات المناخية لـدخيل | البيانات المناخية لـدخيل | البيانات المناخية لـدخيل | البيانات المناخية لـدخيل | البيانات المناخية لـدخيل | البيانات المناخية لـدخيل | البيانات المناخية لـدخيل |
| الشهر                                    | يناير                    | فبراير                   | مارس                     | أبريل                    | مايو                     | يونيو                    | يوليو                    | أغسطس                    | سبتمبر                   | أكتوبر                   | نوفمبر                   | ديسمبر                   | المعدل السنوي            |
| ---------------------------------------- | ------------------------ | ------------------------ | ------------------------ | ------------------------ | ------------------------ | ------------------------ | ------------------------ | ------------------------ | ------------------------ | ------------------------ | ------------------------ | ------------------------ | ------------------------ |
| متوسط درجة الحرارة الكبرى °م (°ف)        | 27.0 (80.6)              | 27.3 (81.1)              | 28.0 (82.4)              | 28.2 (82.8)              | 31.1 (88.0)              | 35.5 (95.9)              | 38.3 (100.9)             | 37.7 (99.9)              | 33.8 (92.8)              | 29.4 (84.9)              | 28.2 (82.8)              | 27.5 (81.5)              | 31.0 (87.8)              |
| متوسط درجة الحرارة الصغرى °م (°ف)        | 17.2 (63.0)              | 18.8 (65.8)              | 20.0 (68.0)              | 21.6 (70.9)              | 23.3 (73.9)              | 25.5 (77.9)              | 27.7 (81.9)              | 27.2 (81.0)              | 25.5 (77.9)              | 22.2 (72.0)              | 19.4 (66.9)              | 17.7 (63.9)              | 22.2 (71.9)              |
| الهطول مم (إنش)                          | 7 (0.3)                  | 8 (0.3)                  | 10 (0.4)                 | 28 (1.1)                 | 9 (0.4)                  | 3 (0.1)                  | 29 (1.1)                 | 41 (1.6)                 | 38 (1.5)                 | 8 (0.3)                  | 6 (0.2)                  | 2 (0.1)                  | 189 (7.4)                |
| المصدر: Climate-Data.org, altitude: 482m |                          |                          |                          |                          |                          |                          |                          |                          |                          |                          |                          |                          |                          |